# Rewas Mindoraschwili
Rewas Mindoraschwili (georgisch რევაზ მინდორაშვილი; * 1. Juli 1976 in Gurdschaani, Kachetien) ist ein georgischer Ringer. Er wurde 2008 in Peking Olympiasieger im freien Stil im Mittelgewicht.

## Leben
Rewas Mindoraschwili wuchs in Tiflis auf und begann dort 1992 mit dem Ringen. Bei Dinamo Tiflis wurden Dato Gonaschwili und Marlen Osakmaschwili seine Trainer. Mindoraschwili entwickelte sich im Laufe der Jahre zu einem hervorragenden Freistilringer. Er ist nur 1,73 m groß, untersetzt und körperlich ungemein stark. Zu Beginn seiner Karriere rang er im Weltergewicht, seit 2002 im Mittelgewicht. Er ist zurzeit Ringerprofi und ringt in diesem Zusammenhang auch in ausländischen Ligen, z. B. in der Türkei und in Deutschland, wo er für den SC Anger auf die Matte ging.
Seine internationale Ringerlaufbahn begann 1998, als er der Juniorenklasse schon entwachsen war. Er belegte in diesem Jahr bei der Universitäten-Weltmeisterschaft in Ankara im Weltergewicht den 4. Platz. 1999 startete er bei der Europameisterschaft in Minsk im Weltergewicht, verlor jedoch gegen Radion Kertanti aus der Slowakei und Árpád Ritter aus Ungarn, womit er ausschied und auf dem 13. Platz klassiert wurde.
Im Jahre 2000 startete er bei den Olympia-Qualifikationsturnieren in Minsk (13. Platz) und in Leipzig (11. Platz). Mit diesen Platzierungen gelang ihm die Qualifikation für die Olympischen Spiele in Sydney aber nicht. 2001 wurde er bei der Europameisterschaft in Budapest eingesetzt, wo er mit einem Sieg über Christian Weiß aus Deutschland und Niederlagen gegen Eugen Preda, Rumänien und Buwaissar Saitijew aus Russland den 8. Platz im Weltergewicht belegte. Er war auch bei der Weltmeisterschaft dieses Jahres in Sofia am Start und siegte dort über Alexander Leipold aus Deutschland und Wolodymyr Syrotin aus der Ukraine. Nach einer erneuten Niederlage gegen Buwaissar Saitijew schied er aus und kam auf den 7. Platz.
2002 gelang ihm dann, erstmals im Mittelgewicht ringend, bei der Europameisterschaft in Baku sein erster Medaillengewinn bei einer internationalen Meisterschaft. Er siegte in Baku über Thomas Bucheli aus der Schweiz, Serhat Balcı, Türkei und Jurijs Janovics aus Lettland, verlor gegen Bejbulat Mussajeu aus Belarus und gewann mit einem Sieg über Mogamed Ibragimov aus Mazedonien die EM-Bronzemedaille. Bei der Weltmeisterschaft 2006 in Teheran siegte er über Eldar Assanow aus der Ukraine und Nicholas Ugoalah aus Kanada und unterlag gegen Yoel Romero aus Kuba, womit er den 6. Platz erreichte.
2003 feierte Mindoraschwili bei der Europameisterschaft in Riga seinen ersten Titelgewinn. Im Mittelgewicht siegte er über Əkbər İsmayılov aus Aserbaidschan, Egidijus Valavičius aus Litauen, Sjarhej Bortschenka aus Belarus, Wadim Lalijew aus Russland und Mamed Aghajew aus Armenien und wurde damit Europameister. Bei der Weltmeisterschaft 2003 in New York gelangen ihm zunächst Siege über Almasbek Ergeschow, Kirgisistan, Lazaros Loizidis, Griechenland und Gökhan Yavaşer, Türkei. In seinem vierten Kampf unterlag er dem US-amerikanischen Shootingstar Cael Sanderson, gewann aber mit einem Sieg über Sjarhej Bortschenka noch die WM-Bronzemedaille.
Im Jahre 2004 wurde Mindoraschwili in Ankara mit Siegen über David Bichinashvili aus Deutschland u. Kamel Shalorous, Großbritannien, einer Niederlage gegen Wadim Lalijew, einem Sieg über Lazaros Loizidis und einer Niederlage gegen Gökhan Yavaşer Vize-Europameister. Für die Olympischen Spiele 2004 in Athen glaubte er somit gut gerüstet zu sein. In Athen traf er gleich in der ersten Runde auf den Griechen Lazaros Loizidis, den er schon mehrmals besiegt hatte. Bei der stürmischen Anfeuerung seiner griechischen Landsleute wuchs Loizidis aber über sich hinaus und gewann über Rewas Mindoraschwili nach Punkten. Ein anschließender Punktsieg über Vincent Aka-Akesse aus Frankreich brachte Mindoraschwili nur mehr auf den enttäuschenden 13. Platz.
Auch bei der Europameisterschaft 2005 in Warna kam Mindoraschwili nicht auf einen Medaillenrang. Er gewann zwar über Edgar Jenokjan aus Armenien und Radosław Horbik aus Polen, unterlag aber gegen Taras Danko aus der Ukraine und Lazaros Loizidis und erreichte nur den 5. Platz. Ohne große Erwartungen beteiligte er sich nach einer Verletzungspause an der Weltmeisterschaft 2005 in Budapest. Er wurde dort aber von Kampf zu Kampf besser, besiegte nacheinander Travis Cross aus den Vereinigten Staaten, Anthony Fasugba aus Italien, Magomed Kuruglijew aus Kasachstan, Saschid Saschidow aus Russland und Yoel Romero und wurde Weltmeister im Mittelgewicht.
Bei der Europameisterschaft 2006 in Moskau unterlag Mindoraschwili gegen Adam Saitijew, dem Bruder von Buwaissar Saitijew und etwas demotiviert auch gegen David Bichinashvili und erreichte deshalb nur den 18. Platz. Weitaus erfolgreicher war er aber bei der Weltmeisterschaft des gleichen Jahres in Guangzhou in China. Er gewann dort über David Bichinashvili, Gandsorigiin Gantschujag aus der Mongolei, Wadim Lalijew und Zaurbek Soxiyev aus Usbekistan. Erst im Finale unterlag er gegen Saschid Saschidow und wurde damit Vizeweltmeister.
Im Jahre 2007 war Mindoraschwili nur bei der Weltmeisterschaft in Baku am Start. Er verlor dort überraschenderweise gleich seinen ersten Kampf gegen Novruz Temrezov aus Aserbaidschan. Da dieser das Finale nicht erreichte, schied er aus und belegte nur den für ihn indiskutablen 30. Platz.
Bei der Europameisterschaft 2008 in Tampere wurde Mindoraschwili mit Siegen gegen seinen Dauerrivalen David Bichinashvili, Javier Ramos, Spanien, Iwan Jankouski, Belarus und Sergei Kolesnikow, Israel und einer Niederlage gegen den Weltmeister von 2007 Georgi Ketojew aus Russland wieder Vizeeuropameister. Bei den Olympischen Spielen 2008 in Peking gelang ihm gegen Bichinashvili ein Punktsieg in der allerletzten Sekunde der 3. Runde, dann besiegte er Harutjun Jenokjan aus Armenien und Weltmeister Georgi Ketojew und siegte auch im Endkampf über Jussuf Abdussalomow aus Tadschikistan und wurde damit Olympiasieger.
Seit 2012 ist Rewas Mindoraschwili Cheftrainer im georgischen Ringerverband.

## Internationale Erfolge
(OS = Olympische Spiele, WM = Weltmeisterschaft, EM = Europameisterschaft, alle Wettbewerbe im freien Stil, Weltergewicht, bis 76 kg, Mittelgewicht, bis 84 kg Körpergewicht (KG))
| Jahr | Platz | Wettbewerb                               | Gewichtsklasse | |
| 1998 | 4.    | Universitäten-WM in Ankara               | Welter         | hinter Nuri Zengin, Türkei, Marcin Jurecki, Polen u. Əkbər İsmayılov, Aserbaidschan                                                |
| 1999 | 13.   | EM in Minsk                              | Welter         | Sieger: Adam Saitijew, Russland vor Alik Musajew, Ukraine u. Alexander Leipold, Deutschland                                        |
| 2000 | 13.   | Olympia-Qualifikationsturnier in Minsk   | Welter         | Sieger: Gennadi Lalijew, Kasachstan vor Ruslan Kinchagov, Usbekistan u. Árpád Ritter, Ungarn                                       |
| 2000 | 11.   | Olympia-Qualifikationsturnier in Leipzig | Welter         | Sieger: Nasir Gadžihanov, Mazedonien vor Gennadi Lalijew u. Ruslan Kinchagov                                                       |
| 2001 | 8.    | EM in Budapest                           | Welter         | Sieger: Buwaissar Saitijew, Russland vor Miroslaw Getschew, Bulgarien, Árpád Ritter u. Elşad Allahverdiyev, Aserbaidschan          |
| 2001 | 7.    | WM in Sofia                              | Welter         | Sieger: Buwaissar Saitijew vor Moon Eui-jae, Südkorea, Joe E. Williams, USA u. Radion Kertanti, Slowakei                           |
| 2002 | 3.    | EM in Baku                               | Mittel         | hinter Saschid Saschidow, Russland u. Bejbulat Mussajeu, Belarus, vor Mogamed Ibragimov, Mazedonien u. André Backhaus, Deutschland |
| 2002 | 6.    | WM in Teheran                            | Mittel         | Sieger: Adam Saitijew vor Yoel Romero, Kuba, Mashid Khodaie, Iran u. Arkadi Tschopa, Bulgarien                                     |
| 2003 | 1.    | EM in Riga                               | Mittel         | vor Mamed Aghajew, Armenien, Wadim Lalijew, Russland u. André Backhaus                                                             |
| 2003 | 3.    | WM in New York                           | Mittel         | hinter Saschid Saschidow u. Cael Sanderson, USA, vor Sjarhej Bortschenka, Belarus                                                  |
| 2004 | 2.    | EM in Ankara                             | Mittel         | hinter Gökhan Yavaşer, Türkei u. vor Lazaros Loizidis, Griechenland u. Alik Musajew, Ukraine                                       |
| 2004 | 13.   | OS in Athen                              | Mittel         | Sieger: Cael Sanderson vor Moon Eui-jae, Saschid Saschidow u. Yoel Romero Palacio                                                  |
| 2005 | 5.    | EM in Warna                              | Mittel         | hinter Taras Danko, Ukraine, Serhat Balcı, Türkei, Novruz Temrezov, Russland u. Lazaros Loizidis                                   |
| 2005 | 1.    | WM in Budapest                           | Mittel         | vor Yoel Romero, Taras Danko u. Magomed Kuruglijew                                                                                 |
| 2006 | 18.   | EM in Moskau                             | Mittel         | Sieger: Adam Saitijew vor Gökhan Yavaşer, Wadim Lalijew u. Taras Danko                                                             |
| 2006 | 2.    | WM in Guangzhou/China                    | Mittel         | hinter Saschid Saschidow u. vor Reza Yazdani, Iran u. Zaurbek Soxiyev                                                              |
| 2007 | 30.   | WM in Baku                               | Mittel         | Sieger: Georgi Ketojew, Russland vor Jussuf Abdussalomow, Tadschikistan, Zaurbek Soxiyev u. Reza Yazdani                           |
| 2008 | 3.    | Kiew-Cup                                 | Mittel         | hinter Soslan Kzojew, Russland u. Taras Danko, Ukraine, vor Ludwig Alborow, Russland                                               |
| 2008 | 2.    | EM in Tampere                            | Mittel         | hinter Georgi Ketojew u. vor David Bichinashvili, Deutschland, u. Novruz Temrezov                                                  |
| 2008 | Gold  | OS in Peking                             | Mittel         | vor Jussuf Abdussalomow, Taras Danko, Georgi Ketojew, Russland u. David Bichinashvili                                              |